# Karen Percy
Karen Percy Lowe, kanadska alpska smučarka, * 10. oktober 1966, Banff, Alberta.
Največji uspeh kariere je dosegla na Olimpijskih igrah 1988, kjer je osvojila bronasti medalji v smuku in superveleslalomu, v kombinaciji pa je bila četrta. Medaljo je osvojila tudi na Svetovnem prvenstvu 1989, kjer je bila v smuku srebrna. V svetovnem pokalu je tekmovala šest sezon med letoma 1985 in 1990 ter dosegla pet uvrstitev na stopničke, leta 1988 pa je bila tretja v kombinacijskem seštevku. Leta 1994 je bila sprejeta v Kanadski športni hram slavnih.